# MTV Video Music Awards 2021
Die Verleihung der MTV Video Music Awards 2021 fand am 12. September im Barclays Center in Brooklyn, New York City statt. Das Barclays Center war bereits für die MTV Video Music Awards 2020 vorgesehen, musste allerdings wegen der COVID-19-Pandemie in den Vereinigten Staaten umgeplant werden.
Moderatorin war Doja Cat, die selbst in der Kategorie Video of the Year nominiert war. Dies war ein Novum in der Geschichte des Awards.
Mit drei Awards führten BTS, Olivia Rodrigo und Lil Nas X die Veranstaltung an. Am Häufigsten nominiert war dagegen Justin Bieber, der von seinen neun Nominierungen aber lediglich zwei gewann.
Beyoncé gewann ihren 29. Award, ihre Tochter Blue Ivy Carter wurde mit ihren neun Jahren die jüngste Gewinnerin der Award-Show.

## Auswirkung der COVID-19-Pandemie
Die Veranstaltung fand anders als 2020 wieder vor Publikum statt. Es wurde auf Maskenpflicht im Publikum und Mindestabstände geachtet. Im Vorfeld war es zu Absagen von Lorde und Nicki Minaj gekommen. Lorde hatte ihren Auftritt abgesagt, da dieser von ihrer Seite aus nicht mit den COVID-19-Richtlinien vereinbar sei. Nicki Minaj teilte später mit, dass sie an COVID-19 erkrankt sei und nicht geimpft war. Bei der Veranstaltung erwähnte lediglich Justin Bieber die COVID-19-Pandemie.

## Auftritte
| Künstler                        | Lieder |
| Preshow                         | Preshow |
| ------------------------------- | --- |
| Polo G                          | Rapstar |
| Kim Petras                      | Future Starts Now                                                                                           |
| Swedish House Mafia             | It Gets Better Lifetime                                                                                     |
| Hauptshow                       | |
| The Kid Laroi Justin Bieber     | Stay Ghost                                                                                                  |
| Olivia Rodrigo                  | Good 4 U |
| Kacey Musgraves                 | Star-Crossed                                                                                                |
| Twenty One Pilots               | Saturday |
| Saint Jhn                       | Sucks To Be YouTrap                                                                                         |
| Ed Sheeran                      | Shivers (live im Brooklyn Bridge Park)                                                                      |
| Lil Nas X Jack Harlow           | Industry Baby Montero (Call Me by Your Name)                                                                |
| Camila Cabello                  | Don't Go Yet                                                                                                |
| Shawn Mendes Tainy              | Summer of Love                                                                                              |
| Anitta                          | Girl from Rio                                                                                               |
| Latto                           | Big EnergyMuwopBitch from da Souf                                                                           |
| Doja Cat                        | Been Like ThisYou Right                                                                                     |
| Chlöe                           | Have Mercy                                                                                                  |
| Normani                         | Wild Side                                                                                                   |
| Ozuna                           | La Funka |
| Foo Fighters                    | Global Icon Medley: Learn to Fly Shame Shame Everlong                                                       |
| Alicia Keys Swae Lee            | Lala (Unlocked) Empire State of Mind (live aus dem Liberty State Park)                                      |
| Busta Rhymes Spliff Star        | Medley: Put Your Hands Where My Eyes Could See Ante UpScenario Touch It Look at Me Now Pass the Courvoisier |
| Machine Gun Kelly Travis Barker | Papercuts                                                                                                   |

## Nominierungen und Gewinner
Gewinner sind fett gekennzeichnet.

### Video of the Year
Lil Nas X – Montero (Call Me by Your Name)
- Cardi B (featuring Megan Thee Stallion) – WAP
- DJ Khaled (featuring Drake) – Popstar (starring Justin Bieber)
- Doja Cat (featuring SZA) – Kiss Me More
- Ed Sheeran – Bad Habits
- The Weeknd – Save Your Tears

### Artist of the Year
Justin Bieber
- Ariana Grande
- Doja Cat
- Megan Thee Stallion
- Olivia Rodrigo
- Taylor Swift

### Group of the Year
BTS
- Blackpink
- CNCO
- Foo Fighters
- Jonas Brothers
- Maroon 5
- Silk Sonic
- Twenty One Pilots

### Song of the Year
Olivia Rodrigo – Drivers License
- 24kGoldn (featuring Iann Dior) – Mood
- Bruno Mars, Anderson .Paak and Silk Sonic – Leave the Door Open
- BTS – Dynamite
- Cardi B (featuring Megan Thee Stallion) – WAP
- Dua Lipa – Levitating

### Best New Artist
Olivia Rodrigo
- 24kGoldn
- Giveon
- The Kid Laroi
- Polo G
- Saweetie

### Best Collaboration
Doja Cat (featuring SZA) – Kiss Me More
- 24kGoldn (featuring Iann Dior) – Mood
- Cardi B (featuring Megan Thee Stallion) – WAP
- Drake (featuring Lil Durk) – Laugh Now Cry Later
- Justin Bieber (featuring Daniel Caesar and Giveon) – Peaches
- Miley Cyrus (featuring Dua Lipa) – Prisoner

### Best Pop
Justin Bieber (featuring Daniel Caesar and Giveon) – Peaches
- Ariana Grande – Positions
- Billie Eilish – Therefore I Am
- BTS – Butter
- Harry Styles – Treat People with Kindness
- Olivia Rodrigo – Good 4 U
- Shawn Mendes – Wonder
- Taylor Swift – Willow

### Best Hip Hop
Travis Scott (featuring Young Thug and M.I.A.) – Franchise
- Cardi B (featuring Megan Thee Stallion) – WAP
- Drake (featuring Lil Durk) – Laugh Now Cry Later
- Lil Baby (featuring Megan Thee Stallion) – On Me (Remix)
- Moneybagg Yo – Said Sum
- Polo G – Rapstar

### Best R&B
Bruno Mars, Anderson .Paak and Silk Sonic – Leave the Door Open
- Beyoncé, Blue Ivy Carter, Saint Jhn, and Wizkid – Brown Skin Girl
- Chris Brown and Young Thug – Go Crazy
- Giveon – Heartbreak Anniversary
- H.E.R. (featuring Chris Brown) – Come Through
- SZA – Good Days

### Best K-Pop
BTS – Butter
- Blackpink and Selena Gomez – Ice Cream
- (G)I-dle – Dumdi Dumdi
- Monsta X – Gambler
- Seventeen – Ready to Love
- Twice – Alcohol-Free

### Best Latin
Billie Eilish and Rosalía – Lo Vas a Olvidar
- Bad Bunny and Jhay Cortez – Dakiti
- Black Eyed Peas and Shakira – Girl like Me
- J Balvin, Dua Lipa, Bad Bunny, and Tainy – Un Dia (One Day)
- Karol G – Bichota
- Maluma – Hawái

### Best Rock
John Mayer – Last Train Home
- Evanescence – Use My Voice
- Foo Fighters – Shame Shame
- The Killers – My Own Soul's Warning
- Kings of Leon – The Bandit
- Lenny Kravitz – Raise Vibration

### Best Alternative
Machine Gun Kelly (featuring Blackbear) – My Ex's Best Friend
- Bleachers – Stop Making This Hurt
- Glass Animals – Heat Waves
- Imagine Dragons – Follow You
- Twenty One Pilots – Shy Away
- Willow (featuring Travis Barker) – Transparent Soul

### Best Video with a Social Message
Billie Eilish – Your Power
- Demi Lovato – Dancing with the Devil
- H.E.R. – Fight for You
- Kane Brown – Worldwide Beautiful
- Lil Nas X – Montero (Call Me by Your Name)
- Pharrell Williams (featuring Jay-Z) – Entrepreneur

### Song of Summer
BTS – Butter
- Billie Eilish – Happier Than Ever
- Camila Cabello – Don't Go Yet
- DJ Khaled (featuring Lil Baby and Lil Durk) – Every Chance I Get
- Doja Cat – Need to Know
- Dua Lipa – Levitating
- Ed Sheeran – Bad Habits
- Giveon – Heartbreak Anniversary
- Justin Bieber (featuring Daniel Caesar and Giveon) – Peaches
- The Kid Laroi and Justin Bieber – Stay
- Lil Nas X and Jack Harlow – Industry Baby
- Lizzo (featuring Cardi B) – Rumors
- Megan Thee Stallion – Thot Shit
- Normani (featuring Cardi B) – Wild Side
- Olivia Rodrigo – Good 4 U
- Shawn Mendes and Tainy – Summer of Love

### Best Direction
Lil Nas X – Montero (Call Me by Your Name) (Regie: Lil Nas X und Tanu Muino)
- Billie Eilish – Your Power (Regie: Billie Eilish)
- DJ Khaled (featuring Drake) – Popstar (starring Justin Bieber) (Director: Julien Christian Lutz aka Director X)
- Taylor Swift – Willow (Regie: Taylor Swift)
- Travis Scott (featuring Young Thug and M.I.A.) – Franchise (Director: Travis Scott)
- Tyler, the Creator – Lumberjack (Director: Wolf Haley)

### Best Art Direction
Saweetie (featuring Doja Cat) – Best Friend (Art Director: Alec Contestabile)
- Beyoncé, Shatta Wale and Major Lazer – Already (Art Directors: Susan Linns and Gerard Santos)
- Ed Sheeran – Bad Habits (Art Director: Alison Dominitz)
- Lady Gaga – 911 (Art Directors: Tom Foden and Peter Andrus)
- Lil Nas X – Montero (Call Me by Your Name) (Art Director: John Richoux)
- Taylor Swift – Willow (Art Directors: Ethan Tobman and Regina Fernandez)

### Best Choreography
Harry Styles – Treat People with Kindness (Choreographer: Paul Roberts)
- Ariana Grande – 34+35 (Choreographers: Brian Nicholson and Scott Nicholson)
- BTS – Butter (Choreographers: Son Sung Deuk with BHM Performance Directing Team)
- Ed Sheeran – Bad Habits (Choreographer: Natricia Bernard)
- Foo Fighters – Shame Shame (Choreographer: Nina McNeely)
- Marshmello and Halsey – Be Kind (Choreographer: Dani Vitale)

### Best Cinematography
Beyoncé, Blue Ivy Carter, Saint Jhn and Wizkid – Brown Skin Girl (Directors of Photography: Benoit Soler, Malik H. Sayeed, Mohammaed Atta Ahmed, Santiago Gonzalez and Ryan Helfant)
- Billie Eilish – Therefore I Am (Director of Photography: Rob Witt)
- Foo Fighters – Shame Shame (Director of Photography: Santiago Gonzalez)
- Justin Bieber (featuring Chance the Rapper) – Holy (Director of Photography: Elias Talbot)
- Lady Gaga – 911 (Director of Photography: Jeff Cronenweth)
- Lorde – Solar Power (Director of Photography: Andrew Stroud)

### Best Editing
Bruno Mars, Anderson .Paak and Silk Sonic – Leave the Door Open (Editor: Troy Charbonnet)
- BTS – Butter (Editor: Yong Seok Choi from Lumpens)
- Drake – What's Next (Editor: Noah Kendal)
- Harry Styles – Treat People with Kindness (Editor: Claudia Wass)
- Justin Bieber (featuring Daniel Caesar and Giveon) – Peaches (Editor: Mark Mayr and Vinnie Hobbs)
- Miley Cyrus (featuring Dua Lipa) – Prisoner (Editor: William Town)

### Best Visual Effects
Lil Nas X – Montero (Call Me by Your Name) (Visual Effects: Mathematic)
- Bella Poarch – Build a Bitch (Visual Effects: Andrew Donoho, Denhov Visuals, Denis Strahhov, Rein Jakobson, Vahur Kuusk, Tatjana Pavlik and Yekaterina Vetrova)
- Coldplay – Higher Power (Visual Effects: Mathematic)
- Doja Cat and the Weeknd – You Right (Visual Effects: La Pac, Anthony Lestremau, Julien Missaire, Petr Shkolniy, Alexi Bailla, Micha Sher, Antoine Hache, Mikros MPC, Nicolas Huget, Guillaume Ho Tsong Fang, Benjamin Lenfant, Stephane Pivron, MPC Bangalore, Chanakya Chander, Raju Ganesh and David Rouxel)
- Glass Animals – Tangerine (Visual Effects: YSF Studio Paris)
- Pink – All I Know So Far (Visual Effects: Dominique Vidal, Geoffrey Niquet, Annabelle Zoellin and Camille Gibrat)

### MTV Global Icon Award
Foo Fighters